# F-15 Eagle
F-15 Eagle produs de McDonnell Douglas (Boeing, după alipire în 1997) este un avion bimotor cu postcombustie, capabil de zbor de noapte, pe toate condițiile meteo, proiectat să penetreze spațiul aerian inamic, să obțină și să mențină superioritatea aeriană. A fost proiectat pentru Forțele Aeriene ale Statelor Unite, și a zburat pentru prima dată în iulie 1972. Este unul dintre cele mai reprezentative aeronave a erei moderne. Datorită performanțelor și a  capacității de supraviețuire de neegalat, F-15 va rămâne în serviciu activ, urmând să fie retras cel mai devreme în 2020.

## Avioane similare
- Boeing F-15SE Silent Eagle
- Eurofighter Typhoon
- F-15E Strike Eagle
- McDonnell Douglas F/A-18 Hornet
- Grumman F-14 Tomcat
- Shenyang J-11
- Suhoi Su-27